# Ion Vélez
Ion Vélez Martínez (Tafalla, 17 de febrero de 1985) es un exfutbolista español que jugaba de delantero.

## Trayectoria

### Inicios
Se formó como futbolista en el equipo de su pueblo, el Peña Sport de Tafalla. Con el club navarro debutó, en febrero de 2003, en Segunda División B. En verano de 2004 se incorporó al CD Basconia, segundo filial del Athletic Club. No fue el único que se fue a la cantera rojiblanca desde Tafalla ya que el joven delantero David Lizoain le acompañó. En la temporada 2005-06 ascendió al Bilbao Athletic, donde no gozó de muchas oportunidades. Por ello, para la campaña 2006-07, salió cedido al Barakaldo CF donde fue máximo goleador con doce tantos.

### Athletic Club
En el verano de 2007 fue uno de los tres elegidos por el nuevo técnico, Joaquín Caparrós, para hacer la pretemporada con el Athletic Club junto a Markel Susaeta y el portero Raúl Fernández. El 26 de agosto de 2007 debutó en San Mamés, en la primera jornada de Liga, en un empate a cero ante el CA Osasuna al salir en sustitución de Fernando Llorente. Sin embargo, el 3 de enero de 2008 fue cedido al Hércules Club de Fútbol, tras haber disputado nueve partidos con el Athletic Club y siete con el Bilbao Athletic. Debutó en Segunda División, en la jornada 19, en el Estadio José Rico Pérez en un Hércules-Sevilla Atlético (1-2). En esta atípica campaña, en la que jugó en tres categorías y equipos diferentes, logró ocho goles en treinta y seis partidos.
Regresó al Athletic Club para la campaña 2008-09 después de su fructífera cesión al Hércules. El 31 de agosto, en la jornada inaugural, logró su primer gol con el equipo bilbaíno en Primera División en una derrota ante la UD Almería (1-3). En esa campaña logró también dos goles en Copa del Rey que ayudaron a que el equipo alcanzara la final de Copa. Ion jugó la última media hora de la final al sustituir a Toquero. Ion finalizó la campaña con treinta y siete encuentros y cinco goles en su haber. En la temporada 2009-10 sólo jugó tres encuentros al inicio de la misma debido a los problemas físicos que le obligaron a pasar por el quirófano en dos ocasiones.

### Etapa en Segunda División
En enero de 2011 salió cedido al Club Deportivo Numancia, tras no conseguir hacerse un sitio en la delantera del Athletic. En julio de 2011 fichó por el Girona FC después de rescindir su contrato con el Athletic Club. Sin embargo, el 3 de octubre, sufrió una grave lesión de rodilla que le tuvo de baja el resto de la temporada. A su regreso, fue un jugador habitual en las rotaciones durante la temporada 2012-13 en Segunda División.
El 4 de julio de 2013 el Deportivo Alavés anunció su fichaje por una temporada. Su buen rendimiento al lado de Borja Viguera, seis goles en treinta y dos partidos, le llevó a renovar por una campaña más. En su segunda campaña su rendimiento disminuyó, aunque logró tres goles más. En julio de 2015 fichó por el Club Deportivo Mirandés tras acabar su contrato con el club vitoriano.

### Vuelta a Navarra
En verano de 2016 fichó por el Club Deportivo Tudelano de Segunda División B. En 2019 regresó a su primer club, el Peña Sport, tras quince años fuera. Y allí jugó su última temporada como profesional, ya que el 22 de junio de 2020 anunció su retirada.

## Clubes
| Club                | Año       | Goles* | Partidos* |
| ------------------- | --------- | ------ | --------- |
| Peña Sport F. C.    | 2002-2004 | 4      | 31        |
| C. D. Basconia      | 2004-2005 | 7      | 26        |
| Bilbao Athletic     | 2005-2006 | 1      | 13        |
| Barakaldo C. F. (c) | 2006-2007 | 12     | 32        |
| Athletic Club       | 2007      | 0      | 9         |
| Bilbao Athletic     | 2007      | 3      | 7         |
| Hércules C. F. (c)  | 2008      | 5      | 20        |
| Athletic Club       | 2008-2010 | 5      | 45        |
| C. D. Numancia (c)  | 2011      | 0      | 18        |
| Girona F. C.        | 2011-2013 | 2      | 28        |
| Deportivo Alavés    | 2013-2015 | 9      | 58        |
| C. D. Mirandés      | 2015-2016 | 2      | 35        |
| C. D. Tudelano      | 2016-2019 | 12     | 88        |
| Peña Sport F. C.    | 2019-2020 | 0      | 0         |

(*) Incluyendo campeonatos nacionales e internacionales.
(c) En calidad de cedido.